# Robert Mogapi Mphiwe
Robert Mogapi Mphiwe (ur. 14 marca 1972 w Pretorii w Afryce Południowej) – południowoafrykański duchowny katolicki, biskup Rustenburg od 2021.

## Życiorys

### Prezbiterat
Święcenia kapłańskie przyjął 1 listopada 1997 i został inkardynowany do archidiecezji Pretoria. Pracował głównie jako duszpasterz parafialny, był też m.in. wykładowcą i wychowawcą w seminarium w Garsfontein oraz wikariuszem generalnym archidiecezji.

### Episkopat
25 listopada 2020 papież Franciszek mianował go biskupem diecezji Rustenburg. Sakry udzielił mu 27 lutego 2021 metropolita Pretorii – arcybiskup Dabula Anthony Mpako.